# Participation du public aux documents d'urbanisme
La participation du public aux documents d’urbanisme consiste à permettre aux citoyens de collaborer à l'élaboration et à la conception, ainsi qu'à la révision et à la modification des actes portant sur leur espace de vie et aménageant celui-ci. 
Le régime français de participation du public aux documents d'urbanisme découle à l'origine de la loi Bouchardeau du 12 juillet 1983. Aujourd'hui il est composé de textes variés, tenant tant au droit de l'urbanisme qu'au droit de l'environnement, le tout étant énoncé dans des textes nationaux, comme dans des traités supranationaux telle que la convention d'Aarhus du 30 octobre 2001.
Si l'on parle de documents d'urbanisme, la transversalité de ce régime fait qu'il s'agit d'un bloc du droit de l'aménagement.
Les documents d'urbanisme qui seront étudiés sont ceux qui sont listés au premier alinéa de l'article L. 122-4 du Code de l'environnement, c'est-à-dire « les plans, schémas, programmes et autres documents de planification adoptés par l’État, les collectivités territoriales ou leurs groupements et les établissements publics en dépendant ».En 2016 une Charte de la participation du public, d’application volontaire liste les bonnes pratiques en matière de participation du public, rappelant les valeurs et principes qui définissant un processus participatif vertueux. Depuis le 1er janvier 2025, toute demandes d'autorisations d'urbanisme déposées dans le périmètre d'un établissement classé Seveso doit faire l'objet d'une « procédure de participation du public » . 

## Les procédés classiques de participation du public

### L'enquête publique

#### La notion d'enquête publique et son champ d'application
C'est la loi Grenelle 2, loi no 2010-788 du 12 juillet 2010 portant engagement national pour l'environnement qui va faire considérablement évoluer la notion d'enquête publique en ce qu'elle va étendre le champ d'application de l'enquête publique de manière significative.
En effet, cette nouvelle loi réajuste le champ d'intervention de l'enquête publique en tenant compte des exigences exprimées en matière de démocratie et de participation du public à la prise de décision par des conventions internationales, et notamment la Convention d'Aarhus portant sur « l'accès à l'information, la participation du public au processus décisionnel et l'accès à la justice en matière d'environnement ». 
En premier lieu s'ajoute aux objectifs d'information et de participation du public au processus décisionnel l'objectif de « prise en compte des intérêts des tiers », sous-entendu tiers aux opérations soumises à enquête publique. Cet ajout traduit une volonté d'étendre la démocratie en matière d'environnement à un plus grand nombre d'acteurs possibles en intégrant les tiers (aux opérations soumises à enquête) au processus décisionnel. On peut penser que cet ajout vise les personnes publiques en apparence extérieures au projet ou des personnes privées, mais également les associations de protection de l'environnement qui pourraient souhaiter donner leur avis sur le projet faisant l'objet d'une enquête publique. En second lieu, après la ratification de la convention d'Aarhus et la promulgation de la loi Grenelle 2, l'enquête publique concernera tous « les projets et décisions faisant l'objet d'une étude d'impact ou d'une évaluation préalable » selon l'article R. 123-1 du code de l'environnement.
L'article L. 123-2 du code de l'environnement, dans son 2° précise que les plans, schémas et programmes… soumis à une évaluation environnementale, et qui devront donc faire l'objet d'une enquête publique lors de leur élaboration, sont cités aux articles L. 121-10 à 121-15 du code de l'urbanisme. Lorsqu'on se réfère à ces articles du code de l'urbanisme, on remarque que les principaux documents d'urbanisme y sont cités, tels que les DTA, les DTADD, le SDRIF, les SCOT ainsi que les PLU. Leur citation, les obligeant à faire l'objet d'une enquête publique sous certaines conditions, n'a rien de surprenant puisque la protection de l'environnement et les objectifs de développement durable notamment pour permettre l'égalité entre les populations actuelles et futures font partie des principes du droit de l'urbanisme cités aux articles L. 110-1 et 121-1 du code de l'urbanisme, articles fixant les objectifs que doivent respecter et atteindre les documents d'urbanisme.
Il existe donc aujourd'hui deux types d'enquêtes publiques régis par deux codes différents : l'enquête publique concernant les opérations d'expropriation régies par le code de l'expropriation qu'il ne conviendra pas d'étudier, et les enquêtes publiques concernant les opérations pouvant porter atteinte à l'environnement citées ci-dessus, notamment l'élaboration et la modification des documents d'urbanisme régis par le code de l'environnement.

#### La procédure de l'enquête publique
La procédure de l'enquête publique découle directement de la loi Grenelle 2 du 12 juillet 2010 et de son décret d'application no 2011-2018 du 29 décembre 2012. Elle est codifiée aux articles R. 123- à R. 127-23 du Code de l'environnement dans sa partie réglementaire et pour la partie législative des articles L. 123-1 à 19. On entendra dans le terme projet l'élaboration ou la modification d'un document d'urbanisme comme le Schéma de cohérence territoriale (SCOT) ou le Plan local d'urbanisme (PLU).
L'enquête publique est conduite par un commissaire-enquêteur nommé par le président du tribunal administratif, ou par une commission d'enquête (on a un nombre impair de commissaires-enquêteurs avec un président de commission) pour les enquêtes les plus importantes, le plus souvent désigné par le président du tribunal administratif, mais pouvant aussi être mis en place par certaines autorités statutaires comme le préfet.
La publicité doit comprendre différents éléments cités à l'article L. 123-10 du code de l'environnement dont l'objet de l'enquête, le nom et la qualité « du commissaire-enquêteur ou des membres de la commission d'enquête, la date d'ouverture, le lieu de l'enquête, sa durée et ses modalités ». En ce qui concerne le lieu de l'enquête, la publicité doit notamment indiquer les dates et lieux des permanences du commissaire-enquêteur (souvent en mairie) qui ont pour objectifs de mettre le dossier du projet à la disposition du public et également de recueillir les remarques individuelles des citoyens. Mais le commissaire-enquêteur peut également utiliser d'autres moyens pour réunir les avis du public comme une réunion publique par exemple ayant pour but d'informer et d'entendre les remarques de la population, de pouvoir éventuellement répondre aux questions et d'instaurer un débat autour du projet.
À la fin de l'enquête publique, le commissaire-enquêteur doit établir un rapport retranscrivant les remarques, propositions et contre-propositions émises, ainsi que le débat ayant eu lieu.

#### Les critiques envers l'enquête publique
L'enquête publique a pour mission d'informer et de faire participer les citoyens au processus décisionnel sur des projets le plus souvent urbanistiques pouvant avoir un effet sur l'environnement, donc cette procédure permet d'intégrer de la démocratie au sein du droit de l'urbanisme par le biais du droit de l'environnent. Or il serait intéressant de voir quelle est l'effectivité de cette volonté démocratique.
Une autre critique qui peut être faite dans l'application de la procédure d'enquête, c'est le fait que souvent cette dernière n'est pas représentative de toutes les couches de la population puisqu'il y a toujours peu de citoyens qui participent à l'enquête publique en donnant leurs avis sur les projets d'urbanisme (l'enquête publique réalisée par l'Agglomération Pays de l'Aubagne et de l'Étoile située au sud des Bouches-du-Rhône traduit cette faible participation, cette enquête ayant eu lieu pour le projet de mise en place d'un tramway et pour une population d'environ 100 000 habitants, seulement 1300 avis ont été exprimés).
Il existe effectivement un manque d’intérêt de la part de la population pour ce genre de procédure, la plupart n'en connaissant même pas l'existence. Il reste donc de ce point de vue là une limite à l'effectivité de l'enquête publique en termes d'effectivité de la démocratie, car avec une proportion aussi faible de participants, la légitimité de l'avis du commissaire-enquêteur peut être facilement remise en question.

### La Concertation préalable
La procédure de concertation préalable a été instaurée en France par la loi du 18 juillet 1985 « relative à la définition et à la mise en œuvre de principes d'aménagement ». Ce qui différencie cette procédure de concertation préalable de la procédure d'enquête publique est qu'elle se déroule en amont, durant la phase d'élaboration du document et non pas en aval comme l'enquête publique. La concertation permet donc aux « habitants, associations locales et autres personnes concernées » de participer à l'élaboration d'un projet et non plus seulement d'émettre un avis a posteriori sur ce projet.

#### La notion de concertation préalable et son champ d'application
La concertation préalable, contrairement à l'enquête publique, bénéficie d'une procédure beaucoup plus allégée. En effet selon l’alinéa I de l'article L. 300-2 du code de l'urbanisme, « Le conseil municipal ou l'organe délibérant de l'établissement public de coopération intercommunale délibère sur les objectifs poursuivis et sur les modalités d'une concertation ». Cet alinéa apporte les éléments essentiels à la compréhension de la procédure de la concertation préalable. En effet il exprime la souplesse de la procédure car c'est l'organe délibérant de la collectivité chargée de l'élaboration du document faisant l'objet de la concertation qui établit ce qu'il attend de la concertation, les objectifs que cette dernière doit remplir mais également et surtout, c'est lui qui décide de la manière dont va se dérouler la concertation, les délais dans lesquels elle doit s'effectuer, et les moyens qui vont être mis en œuvre pour recueillir l'avis du public. Ces moyens peuvent aller d'une réunion publique visant à demander l'avis du public sur ce qu'il voudrait modifier dans le PLU par exemple, pour le cas de la révision d'un PLU, ou bien alors de la mise à disposition en mairie d'un questionnaire visant à connaître l'avis de la population sur tel ou tel point ; mais peuvent être mis en place des moyens plus originaux telle que la mise à disposition d'une boîte à idées en mairie (CE, 8 décembre 2011 concernant les modalités de révision d'un PLU, Le Monde du droit, article du 7 février 2012 « Révision du PLU : Modalités de la concertation préalable »).

#### Les limites de la concertation préalable en termes de démocratie locale
On peut effectuer à l'égard de la concertation préalable la même critique qu'à l'égard de l'enquête publique. En effet si cette dernière manquait d'effectivité du fait de l'absence de force contraignante, il en va de même pour la procédure de concertation préalable. En effet il est bien précisé dans l'article L. 300-2 du Code de l'urbanisme que l'organe délibérant délibérera sur le bilan de la concertation préalable, mais il n'est en aucun cas obligé de suivre les avis exprimés dans ce bilan pour rédiger le projet.
Et même dans les cas où la procédure de concertation a respecté les modalités de la concertation établies par l'organe délibérant de la collectivité, le juge administratif peut annuler la délibération par laquelle la collectivité a approuvé l'élaboration ou la révision d'un document d'urbanisme, ce qui limite donc grandement sa portée juridique. En effet il le peut lorsque la délibération de l'organe délibérant ne respecte pas les deux obligations que l'article L. 300-2 du Code de l'urbanisme lui impose, à savoir certes définir les modalités de la concertation, mais également fixer les objectifs de celle-ci (CE, 10 février 2010, Commune de Saint-Lunaire ).

## Les autres procédés de participation du public
Il s'agit de s'intéresser aux procédés non obligatoires que sont les référendums locaux qui sont au nombre de trois. Ils sont, en ce qui les concerne, soit à l'initiative des citoyens, soit à l'initiative des élus. 
La Commission nationale du débat public, quant à elle, peut être saisie obligatoirement pour certains projets présentant une certaine taille. Pour les autres cas, elle peut imposer une publicité afin d'informer les citoyens ou n'être saisie que facultativement par les personnes compétentes en matière de saisine.

### Les référendums locaux

#### Le référendum local décisionnel
L'article 72-1, en son deuxième alinéa, de la Constitution  stipule que : « Dans les conditions prévues par la loi organique, les projets de délibération ou d'acte relevant de la compétence d'une collectivité territoriale peuvent, à son initiative, être soumis, par la voie du référendum, à la décision des électeurs de cette collectivité ». Cet article, introduit par la révision constitutionnelle du 28 mars 2003, crée pour la première fois un référendum local décisionnel, c'est-à-dire que le résultat de la consultation lie l'assemblée délibérante, ce qui n'est pas le cas des autres référendums. Cet article 72-1 fut précisé par la loi organique du 1er août 2003. On retrouve ce procédé décisionnel à l'article LO 1112-1 CGCT qui stipule que : « L'assemblée délibérante d'une collectivité territoriale peut soumettre à référendum local tout projet de délibération tendant à régler une affaire de la compétence de cette collectivité ».

#### Le référendum local d'initiative populaire
Ce référendum a été instauré par la loi du 13 août 2004, et inscrit dans l'article L. 1112-5 du CGCT. Il n'a qu'une valeur consultative, a contrario donc du référendum précité. Son résultat ne donne lieu qu'à un simple avis, il ne peut pas donner lieu à une contestation au contentieux (CE, 29 décembre 1995, Commune de Saint-Palais-sur-mer). Toutefois, il instaure un véritable droit de pétition des citoyens. En effet, peut être inscrite à l'ordre du jour d'une assemblée délibérante d'une collectivité territoriale l'organisation d'un référendum à l'initiative d'un cinquième des électeurs inscrits sur les listes électorales en ce qui concerne les communes, et à l'initiative d'un dixième des électeurs inscrits eux aussi sur les listes électorales en ce qui concerne les autres collectivités territoriales. Toutefois, et ce malgré l'initiative réservée aux électeurs, les citoyens ne peuvent l'obtenir avec certitude. En effet, l'assemblée délibérante peut refuser de voter l'organisation de la consultation. On voit donc ici la mainmise que possède l'organe délibérant, et que ce droit de pétition in fine est laissé à la bonne volonté des représentants. Il faut noter aussi que seule une partie de la population du territoire peut être consultée, pour « les affaires intéressant spécialement cette partie de la collectivité ».
Le champ d'application matériel concerne les compétences de la collectivité. Ainsi, les documents d'urbanisme relevant de sa compétence tels que les PLU par exemple en font partie. Bien qu'un projet d'aménagement ne concerne pas que la commune, celui-ci peut être soumis à la consultation des électeurs, ceci fut décidé dans l'arrêt CE, 1er mars 1996, Association de défense contre l'implantation d'une grande surface en centre-ville de Saint-Michel-de-Maurienne. Cette consultation peut aussi avoir lieu dans le cadre des compétences propres du maire (CE, 29 décembre 1995, M. GENITEAU), par exemple en ce qui concerne un permis, ce qui élargit le champ d'application par rapport au référendum local décisionnel. 

#### Le référendum spécifique aux EPCI
Étant exclus de la procédure du référendum consultatif, il est logique que les EPCI aient un régime spécifique concernant l'organisation d'une consultation. Cette procédure particulière aux EPCI en matière de référendum est prévue à l'article L. 5211-49 du Code Général des Collectivités Territoriales. La loi du 13 août 2004 a étendu le champ d'application matériel de ce référendum à toutes les affaires de la commune. L'initiative est réservée à la fois aux élus et à la population. En effet, la consultation peut être organisée à la demande de l'ensemble des maires, à la demande de la moitié des membres du conseil communautaire ou encore d'un cinquième des électeurs inscrits sur les listes électorales. Toutefois, et comme dans le cadre du référendum consultatif local concernant les collectivités territoriales, l'assemblée a tous pouvoirs pour refuser et donc ne pas voter la consultation.

### La Commission Nationale du Débat Public[15](CNDP)
C'est la loi Barnier du 2 février 1995 qui institue la CNDP, institutionnalise la procédure du débat public. La loi du 27 février 2002 relative à la démocratie de proximité en fera une autorité administrative indépendante (AAI), sur proposition du Conseil d'État, la dotant notamment de moyens financiers et humains. Les modalités d'organisation du débat public sont définies par le décret numéro 2002-2175 du 22 octobre 2002 relatif à l’organisation du débat public et à la CNDP. Ce décret fixe notamment les cas de saisine obligatoire, cas correspondant à des projets dont la masse financière ou la dimension physique est importante (c'est un critère somme toute quantitatif et non qualitatif, ce qui peut être regretté) comme la création ou l'extension de pistes d'aérodromes de catégorie A dont le coût du projet est supérieur à 100 000 euros. Le débat public « a pour but, d’abord, d’informer le public, ensuite, de lui permettre de s’exprimer sur tous ses aspects et de débattre avec le maître d’ouvrage, enfin d’éclairer ainsi la décision que devra prendre in fine le maître d’ouvrage » selon le rapport 2003 de la CNDP. À la fin du débat, le président de la CNDP doit publier un bilan et celui de la CPDB un compte-rendu. Le maître d'ouvrage a alors trois mois pour faire connaître les suites qu'il compte donner au projet et les principales modifications envisagées en fonction du débat. Cette consultation permet donc aux citoyens que leurs remarques soient prises en compte, notamment dans le cadre de l'élaboration des documents d'urbanisme. Notons enfin que le débat est guidé par les principes d'équivalence, d'argumentation et de transparence et d'objectivité. De plus, en ce qui concerne les projets de plus faible importance, la CNDP a pour mission de conseiller, à leur demande, les autorités compétentes et tout maître d’ouvrage, sur toute question relative à la concertation avec le public, tout au long de l’élaboration d’un projet.
À l'initiative de la Commission ou du maître d'ouvrage ou de la personne publique responsable du projet, la CNDP peut désigner un garant chargé de veiller à ce que la concertation permette au public de présenter ses observations et contre-observations (article L. 121-9 C. env. I alinéa 3).